# Sue Kelly
Sue Weisenbarger Kelly (Lima, 26 settembre 1936) è una politica statunitense, membro della Camera dei Rappresentanti per lo stato di New York dal 1995 al 2007.

## Biografia
Nata nell'Ohio, Sue Weisenbarger si trasferì nello Stato di New York per frequentare il college e vi si stabilì dopo il matrimonio con Edward Kelly. Prima di entrare in politica con il Partito Repubblicano, la Kelly ebbe a che fare con diverse tematiche sociali, operando a difesa dei diritti del malato e delle donne stuprate.
Nel 1993 il deputato repubblicano Hamilton Fish IV decise di non chiedere un altro mandato alla Camera e la Kelly si candidò per il seggio; nelle elezioni primarie superò l'ex deputato Joseph DioGuardi e nelle generali sconfisse il figlio di Fish, che si era candidato come democratico. La Kelly venne riconfermata dagli elettori per altri cinque mandati, finché nel 2006 venne sconfitta di misura dall'avversario democratico John Hall.
Durante la permanenza al Congresso, Sue Kelly era considerata una repubblicana piuttosto moderata. Nel corso della sua carriera politica fu sostenuta dal Sierra Club e dalle associazioni abortiste, mentre l'American Conservative Union le assegnò sempre punteggi abbastanza bassi. Fino al 2004 ebbe anche l'appoggio della Human Rights Campaign, ma perse questo sostegno dopo aver votato a favore del Federal Marriage Amendment, che mirava a rendere fuori legge i matrimoni omosessuali.